# 布列斯特站
布列斯特站（羅馬化：Beresteiska,  （ⓘ））是基輔地鐵斯維亞托申-布羅瓦雷線的一個車站。布列斯特站開通於1971年，是斯維亞托申-布羅瓦雷線二期工程的一部分。

## 外部連結
- （乌克兰語） Official website - Station description
- （俄文） mirmetro.net （页面存档备份，存于） - description and photos.
- （俄文） Metropoliten.kiev.ua - Station description
- （捷克文） Metro.zarohem.cz - Photo gallery